# Arredamento

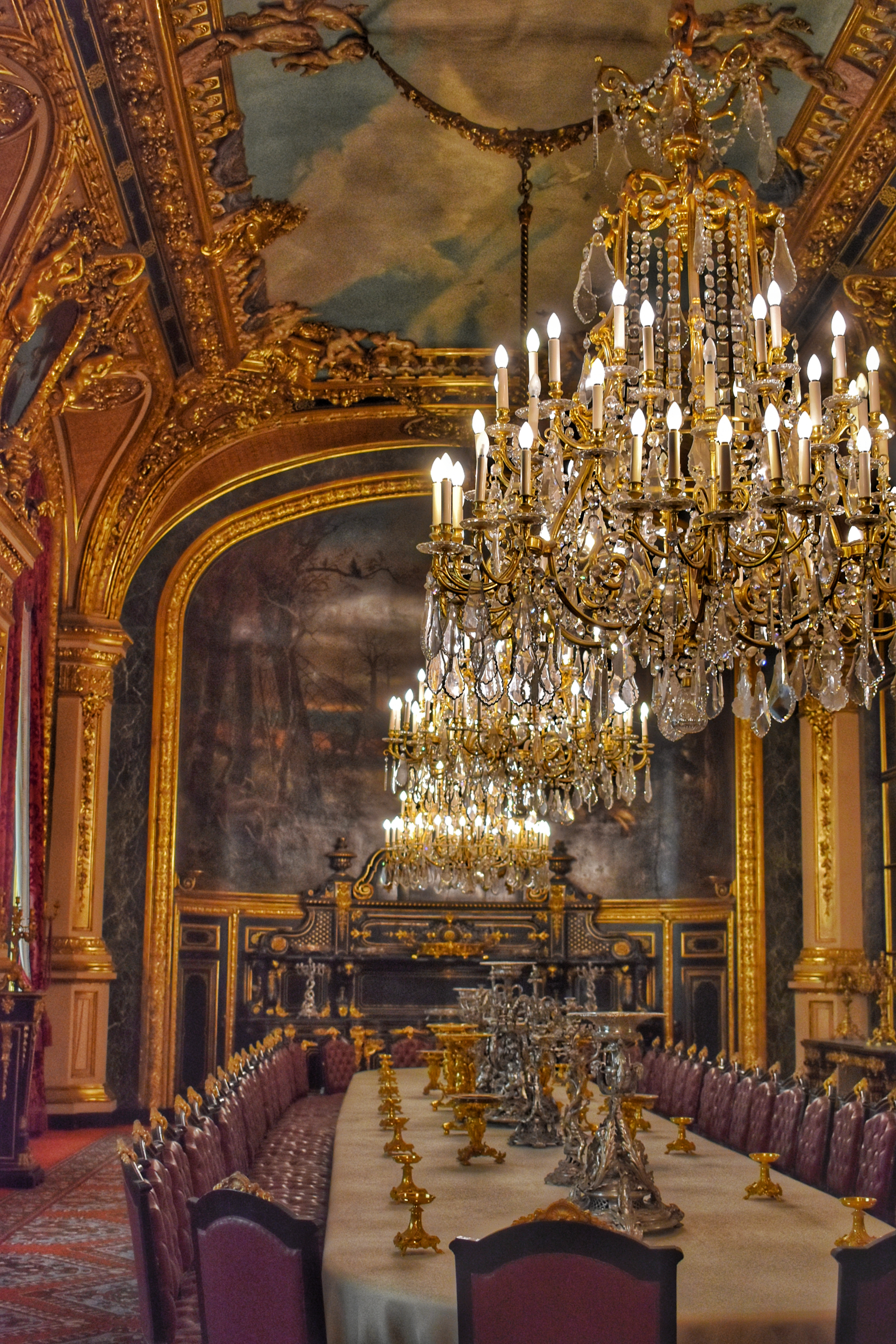
Sala da pranzo nel Museo del Louvre

L'arredamento è «l'arte e la tecnica di conformare con vari elementi (divisori, mobili, suppellettili ecc.) gli ambienti interni al fine di renderli più funzionali e confortevoli». Questa tecnica mantiene, quindi, uno stretto e imprescindibile rapporto con l'attività di disegno degli spazi, che, a sua volta, non può fare a meno della progettazione degli arredi. Come tecnica progettuale, è definita anche architettura degli interni.

## Storia

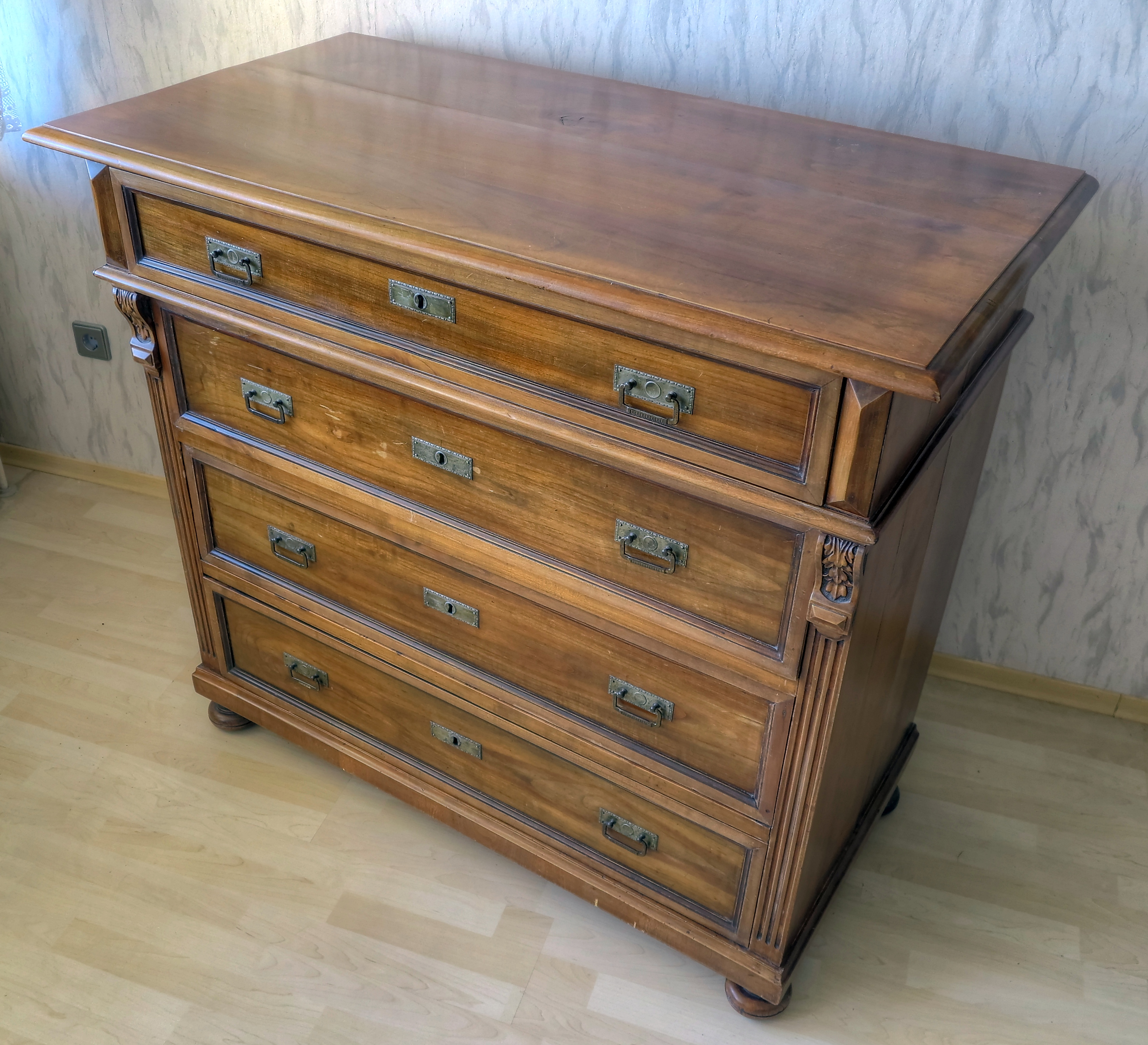
Mobile in legno massello.

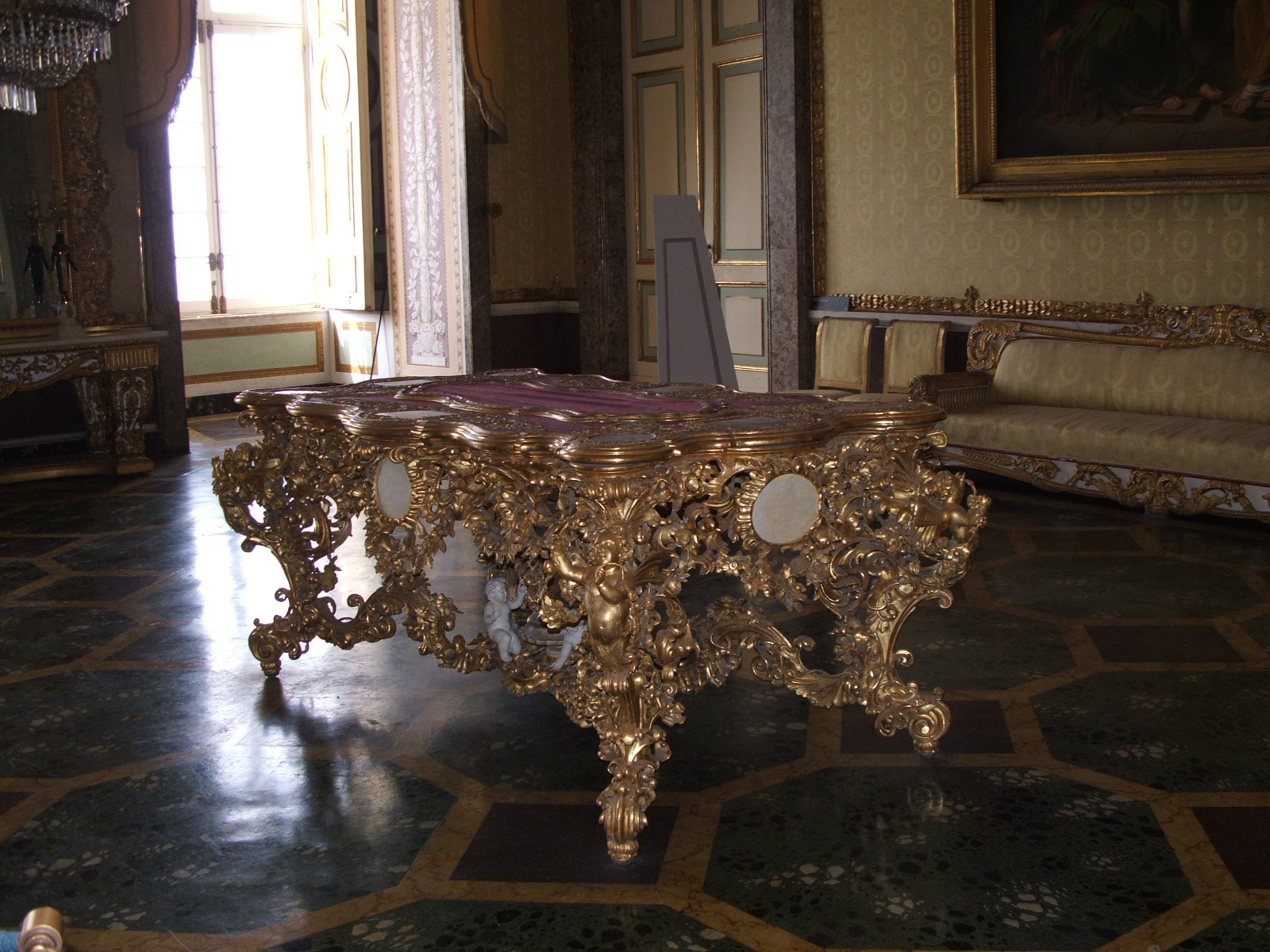
Il tavolo nella sala del Consiglio della Reggia di Caserta, donato dalla città di Napoli a Francesco II in occasione del suo matrimonio con Maria Sofia di Baviera.

## Elementi
Alcuni elementi architettonici come pareti, pavimenti e soffitti possono essere modificati con decorazioni come quadri o tappeti, specchi e trompe-l'œil, questi modificano la percezione dello spazio.
Lo stesso dicasi per i soppalchi, armadi, tavoli o librerie a muro.
Gli elementi d'arredo (i suppellettili) si possono raggruppare in cinque categorie:
1. Elementi bidimensionali fissi;
2. Elementi bidimensionali mobili o semimobili (tende, arazzi, tappeti);
3. Elementi tridimensionali fissi strutturalmente connessi all'ambiente (scale, arredi a muro);
4. Elementi tridimensionali mobili, sostenitori o contenitori;
5. Elementi tridimensionali mobili non portanti ma, perlopiù, portati (quadri, specchi).

## Studio dello spazio

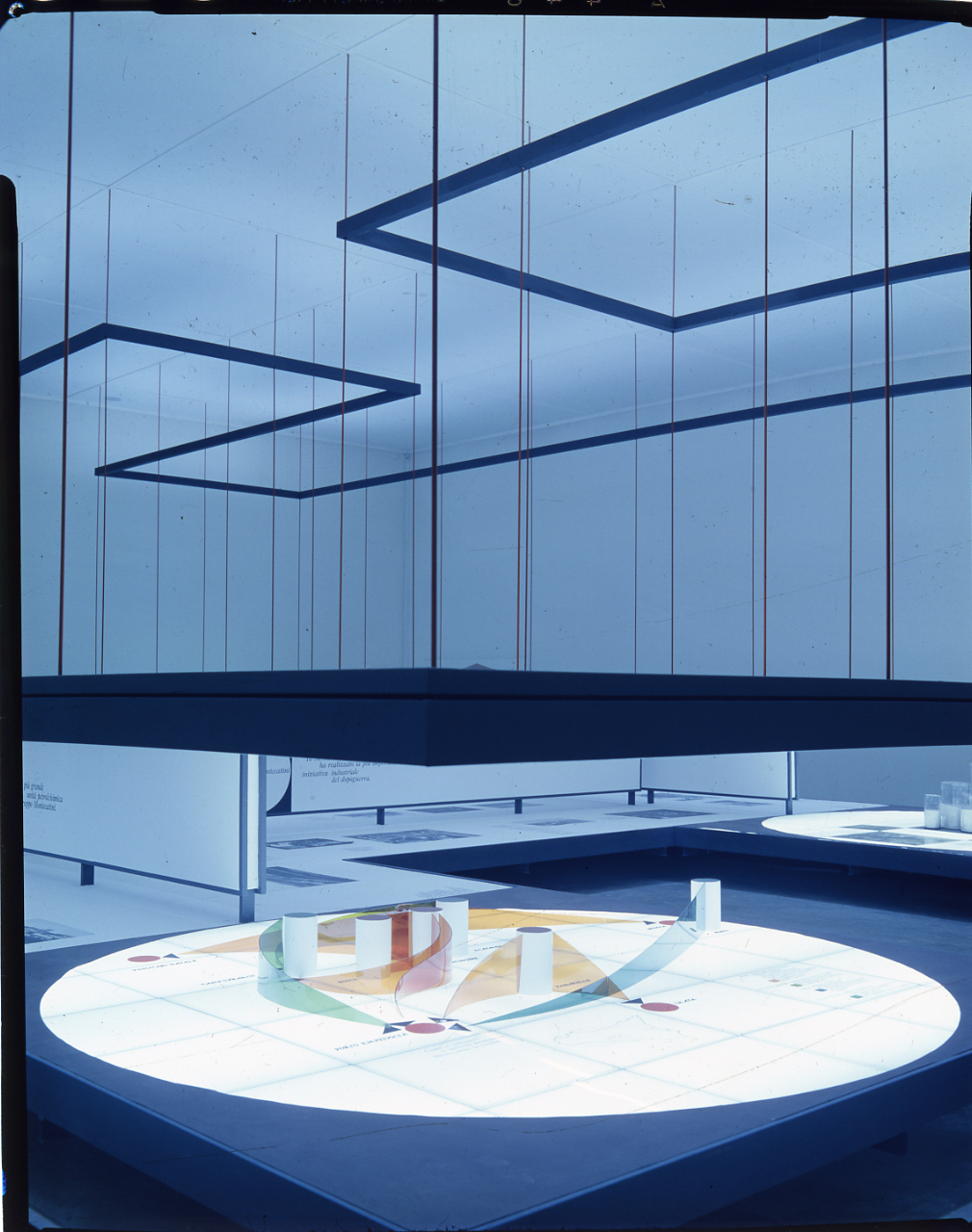
Allestimento di L. Gargantini per la Fiera di Bolzano, 1957. Foto di Paolo Monti.

Lo studio della disposizione degli arredi, fissi o mobili che siano, è determinato da vari fattori, di natura sia estetica sia funzionale.
In primis, l'utilizzo che ne verrà fatto, presupponendo l'utilizzo alla famiglia che lo utilizzerà, porta alla divisione dell'ambiente, ossia alla collocazione in pianta di quelle che sono le varie partizioni e i diaframmi (divisioni-non divisioni tramite pannelli, teli, vetri etc.).

Successivamente alla divisione viene la collocazione degli elementi d'arredo e la decorazione dell'ambiente, la sua caratterizzazione in base a uno o più stili correlati tra loro, lo studio delle luci e dello spazio vitale, il dimensionamento ergonomico e la creazione di percorsi teorici per concretizzare una piacevole fruizione dello spazio.

## Principali stili d'arredamento
1. Arredamento classico:  mobili antichi, preferibilmente artigianali, o quanto meno riproduzioni moderne di pezzi antichi.
2. Arredamento rustico: mobili di legni non pregiati e mattoni a vista richiamano le antiche case di campagna.
3. Arredamento decorativo: soprammobili e quadri sono elementi dominanti, che si richiamano tra loro e riempiono ogni spazio.
4. Arredamento moderno: materiali sintetici e superfici tecnologiche rendono questo arredo abbastanza freddo ma pulitissimo nelle linee.
5. Arredamento contemporaneo: linee pulite e colori chiari con richiami allo stile nordico; stile moderno ma con fusione di elementi in pietra o legno.
6. Arredamento di design: insieme di elementi di arredo progettati da noti architetti e oggetto di convegni e fiere tra cui il salone del mobile di Milano contenente sia interior design, sia di exterior design